# Atletica leggera ai XXXII Giochi mondiali universitari estivi
Le gare di atletica leggera dei XXXII Giochi mondiali universitari estivi si sono disputate dal 21 al 27 luglio 2025 al Lohrheidestadion di Bochum, in Germania.

## Podi

### Uomini
| Specialità | Oro                                                                                             | Risultato | Argento                                                                                     | Risultato | Bronzo                                                              | Risultato |
| --- | ----------------------------------------------------------------------------------------------- | --------- | ------------------------------------------------------------------------------------------- | --------- | ------------------------------------------------------------------- | --------- |
| 100 m piani (dettagli) | Bayanda Walaza                                                                                  | 10"16     | Puripol Boonson                                                                             | 10"22     | Hiroki Yanagita                                                     | 10"23     |
| 200 m piani (dettagli) | Bayanda Walaza                                                                                  | 20"63     | Adrià Alfonso Medero                                                                        | 20"70     | Lee Jaeseong                                                        | 20"75     |
| 400 m piani (dettagli) | Lythe Pillay                                                                                    | 44"84     | Patrik Simon Enyingi                                                                        | 45"41     | Edoardo Scotti                                                      | 45"61     |
| 800 m piani (dettagli) | David Barroso Bravo                                                                             | 1'47"64   | Maciej Wyderka                                                                              | 1'48"01   | Mehmet Çelik                                                        | 1'48"07   |
| 1500 m piani (dettagli) | Filip Ostrowski                                                                                 | 3'46"10   | Titouan Le Grix                                                                             | 3'46"32   | Samuel Charig                                                       | 3'46"62   |
| 5000 m piani (dettagli) | Arthur Gervais                                                                                  | 15'02"00  | David Mullarkey                                                                             | 15'02"39  | Collins Kiprotich                                                   | 15'02"47  |
| 10000 m piani (dettagli) | Brian Musau                                                                                     | 28'42"39  | David Mullarkey                                                                             | 28'43"44  | Mario Priego Montero                                                | 28'45"02  |
| 110 m ostacoli (dettagli) | Tatsuki Abe                                                                                     | 13"47     | Angel Diaz Rodriguez                                                                        | 13"59     | Mondray Barnard                                                     | 13"59     |
| 400 m ostacoli (dettagli) | Berke Akçam                                                                                     | 49"29     | Ryan Matulonis                                                                              | 49"38     | Patrik Dömötör                                                      | 49"45     |
| 3000 m siepi (dettagli) | Ruben Querinjean                                                                                | 8'18"46   | Alejandro Quijada                                                                           | 8'20"70   | István Palkovits                                                    | 8'35"05   |
| Staffetta 4×100 m (dettagli) | Corea del Sud Seo Minjun Joeljin Nwamadi Lee Jae-seong Kim Jeongyun                             | 38"50     | Sudafrica Kyle Zinn Retshidisitswe Mlenga Mthi Mthimkulu Bayanda Walaza                     | 38"80     | India Lalu Bhoi Animesh Kujur Manikanta Hoblidhar Dondapati Jayaram | 38"89     |
| Staffetta 4×400 m (dettagli) | Polonia Daniel Sołtysiak Marcin Karolewski Wiktor Wróbel Maksymilian Szwed Patryk Grzegorzewicz | 3'03"64   | Stati Uniti Joseph Gant Xavier Donaldson Ryan Matulonis Jake Palermo Nayyir Newash-Campbell | 3'04"34   | Turchia Kubilay Ençü İsmail Nezir Berke Akçam İlyas Çanakçı         | 3'04"40   |
| Mezza maratona (dettagli) | Shinsaku Kudo                                                                                   | 1h02'29"  | Ramazan Baştuğ                                                                              | 1h02'35"  | Ryuto Uehara                                                        | 1h02'39"  |
| Mezza maratona a squadre (dettagli) | Giappone                                                                                        |           | Turchia                                                                                     |           | Cina                                                                |           |
| Marcia 20 km (dettagli) | Andrea Cosi                                                                                     | 1h19'48"  | Atsuki Tsuchiya                                                                             | 1h20'08"  | Mykola Rushchak                                                     | 1h20'10"  |
| Marcia 20 km a squadre (dettagli) | Giappone                                                                                        |           | Australia                                                                                   |           | Cina                                                                |           |
| Salto in alto (dettagli) | Yonathan Kapitolnik                                                                             | 2,27 m    | Fu Chao-hsuan                                                                               | 2,25 m    | Roman Anastasios                                                    | 2,20 m    |
| Salto con l'asta (dettagli) | Shu Heng                                                                                        | 8,09 m    | Koki Fujihara                                                                               | 8,00 m    | Luka Herden                                                         | 7,96 m    |
| Salto in lungo (dettagli) | Simen Guttormsen                                                                                | 5,75 m    | Valters Kreišs                                                                              | 5,65 m    | Márton Böndör                                                       | 5,55 m    |
| Salto triplo (dettagli) | Connor Murphy                                                                                   | 16,77 m   | Praveen Chithravel                                                                          | 16,66 m   | João Pedro Silva                                                    | 16,35 m   |
| Getto del peso (dettagli) | Aiden Smith                                                                                     | 20,25 m   | Xing Jialiang                                                                               | 20,08 m   | Riccardo Ferrara                                                    | 19,91 m   |
| Lancio del disco (dettagli) | Miká Sosna                                                                                      | 64,26 m   | Steven Richter                                                                              | 61,77 m   | Mykhailo Brudin                                                     | 60,71 m   |
| Lancio del martello (dettagli) | Mychajlo Kochan                                                                                 | 77,10 m   | Merlin Hummel                                                                               | 77,03 m   | Giorgio Olivieri                                                    | 73,78 m   |
| Lancio del giavellotto (dettagli) | Simon Wieland                                                                                   | 79,33 m   | Nick Thumm                                                                                  | 78,47 m   | Topias Laine                                                        | 75,96 m   |
| Decathlon (dettagli) | Benjamin Guse                                                                                   | 7 918 p.  | Aleksi Savolainen                                                                           | 7 619 p.  | Nino Portmann                                                       | 7 614 p.  |
| record mondiale; record mondiale stagionale; record africano; record asiatico; record europeo; record nord-centroamericano e caraibico; record sudamericano; record oceaniano; record delle Universiadi; record nazionale; record personale; record personale stagionale. |                                                                                                 |           |                                                                                             |           |                                                                     |           |

### Donne
| Specialità | Oro                                                                                     | Risultato | Argento | Risultato | Bronzo                                                                     | Risultato |
| --- | --------------------------------------------------------------------------------------- | --------- | --- | --------- | -------------------------------------------------------------------------- | --------- |
| 100 m piani (dettagli) | Georgia Harris                                                                          | 11"44     | Magdalena Stefanowicz                                                                                                 | 11"49     | Gabriella Marais                                                           | 11"51     |
| 200 m piani (dettagli) | Vittoria Fontana                                                                        | 22"79     | Léonie Pointet | 22"81     | Esperança Cladera                                                          | 23"03     |
| 400 m piani (dettagli) | Barbora Malíková                                                                        | 51"52     | Veronika Drljačić | 51"66     | Alessandra Bonora                                                          | 52"41     |
| 800 m piani (dettagli) | Eloisa Coiro                                                                            | 1'59"84   | Veronica Vancardo | 2'00"08   | Daniela García Tena                                                        | 2'00"12   |
| 1500 m piani (dettagli) | Joceline Wind                                                                           | 4'19"96   | Amy Sarah Calvert | 4'20"18   | Kimberly May                                                               | 4'20"39   |
| 5000 m piani (dettagli) | Julia David-Smith                                                                       | 15'34"57  | Seema Seema | 15'35"86  | Emily Parke                                                                | 15'36"12  |
| 10000 m piani (dettagli) | Klara Lukan                                                                             | 31'25"84  | Sarah Wanjiru Njeri                                                                                                   | 31'41"80  | Alicia Berzosa Martin                                                      | 32'00"73  |
| 100 m ostacoli (dettagli) | Saara Keskitalo                                                                         | 12"88     | Anna Tóth | 12"88     | Alicja Sielska                                                             | 12"95     |
| 400 m ostacoli (dettagli) | Alice Muraro                                                                            | 54"60     | Michelle Smith | 55"65     | Sára Mátó                                                                  | 55"92     |
| 3000 m siepi (dettagli) | Ilona Mononen                                                                           | 9'31"86   | Ankita Ankita | 9'31"99   | Adia Budde                                                                 | 9'33"34   |
| Staffetta 4×100 m (dettagli) | Australia Georgia Harris Kristie Edwards Olivia Inkster Jessica Milat                   | 43"46     | Svizzera Larissa Bertényi Léonie Pointet Iris Caligiuri Soraya Becerra                                                | 43"47     | Germania Louise Wieland Talea Prepens Svenja Pfetsch Jolina Ernst          | 43"60     |
| Staffetta 4×400 m (dettagli) | Germania Vivienne Morgenstern Mona Mayer Sabrina Heil Yasmin Amaadacho Jenna Feyerabend | 3'29"68   | Polonia Kinga Gacka Weronika Bartnowska Paulina Kubis Aleksandra Formella Martyna Guzowska Edyta Bielska Julia Słocka | 3'30"21   | Canada Paige Willems Tyra Boug Georgia Oland Favour Okpali Shelby Macisaak | 3'34"16   |
| Mezza maratona (dettagli) | Ma Xiuzhen                                                                              | 1h12'48"  | Makoto Tsuchiya | 1h12'58"  | Mariya Noda                                                                | 1h13'16"  |
| Mezza maratona a squadre (dettagli) | Giappone                                                                                |           | Cina |           | Turchia                                                                    |           |
| Marcia 20 km (dettagli) | Elizabeth McMillen                                                                      | 1h28'18"  | Ning Jinlin | 1h28'32"  | Ji Haiying                                                                 | 1h29'14"  |
| Marcia 20 km a squadre (dettagli) | Cina                                                                                    |           | Australia |           | India                                                                      |           |
| Salto in alto (dettagli) | Una Stancev                                                                             | 1,91 m =  | Asia Tavernini | 1,89 m    | Elena Kuličenko                                                            | 1,87 m    |
| Salto con l'asta (dettagli) | Elien Vekemans                                                                          | 4,60 m    | Kitty Friele Faye | 4,50 m    | Rachel Grenke                                                              | 4,35 m    |
| Salto in lungo (dettagli) | Agate de Sousa                                                                          | 6,70 m    | Xiong Shiqi | 6,68 m    | Natalia Linares                                                            | 6,67 m    |
| Salto triplo (dettagli) | Sharifa Davronova                                                                       | 14,33 m   | Linda Suchá | 13,89 m   | Desleigh Owusu                                                             | 13,86 m   |
| Getto del peso (dettagli) | Axelina Johansson                                                                       | 18,45 m   | Abria Smith | 17,38 m   | Colette Uys                                                                | 17,34 m   |
| Lancio del disco (dettagli) | Özlem Becerek                                                                           | 61,15 m   | Caisa-Marie Lindfors                                                                                                  | 58,80 m   | Antonia Kinzel                                                             | 58,43     |
| Lancio del martello (dettagli) | Zhao Jie                                                                                | 72,80 m   | Nicola Tuthill | 69,98 m   | Sara Killinen                                                              | 67,80 m   |
| Lancio del giavellotto (dettagli) | Esra Türkmen                                                                            | 59,90 m   | Evelyn Bliss | 57,37 m   | Jana van Schalkwyk                                                         | 56,73 m   |
| Eptathlon (dettagli) | Kate O'Connor                                                                           | 6 487 p.  | Szabina Szűcs | 6 081 p.  | Emelia Surch                                                               | 6 068 p.  |
| record mondiale; record mondiale stagionale; record africano; record asiatico; record europeo; record nord-centroamericano e caraibico; record sudamericano; record oceaniano; record delle Universiadi; record nazionale; record personale; record personale stagionale. |                                                                                         |           | |           |                                                                            |           |

### Misti
| Specialità | Oro | Risultato | Argento                                                                                   | Risultato | Bronzo                                                                                              | Risultato |
| --- | --- | --------- | ----------------------------------------------------------------------------------------- | --------- | --------------------------------------------------------------------------------------------------- | --------- |
| Staffetta 4×400 m (dettagli) | Polonia Daniel Sołtysiak Weronika Bartnowska Marcin Karolewski Aleksandra Formella Wiktor Wróbel Martyna Guzowska Patryk Grzegorzewicz Kinga Gacka | 3'15"58   | Sudafrica Mthi Mthimkulu Precious Molepo Lythe Pillay Marlie Viljoen Wernich van Rensburg | 3'16"42   | Stati Uniti Xavier Donaldson Zoey Goldstein Jake Palermo Charlee Crawford Paige Floriea Joseph Gant | 3'17"91   |
| record mondiale; record mondiale stagionale; record africano; record asiatico; record europeo; record nord-centroamericano e caraibico; record sudamericano; record oceaniano; record delle Universiadi; record nazionale; record personale; record personale stagionale. | |           |                                                                                           |           | |           |

## Medagliere
| Pos.   | Paese                   | Oro | Argento | Bronzo | Totale |
| ------ | ----------------------- | --- | ------- | ------ | ------ |
| 1      | Giappone                | 5   | 3       | 3      | 11     |
| 2      | Australia               | 5   | 2       | 3      | 10     |
| 3      | Cina                    | 4   | 4       | 3      | 11     |
| 4      | Sudafrica               | 4   | 2       | 4      | 10     |
| 5      | Italia                  | 4   | 1       | 4      | 9      |
| 6      | Polonia                 | 3   | 3       | 1      | 7      |
| 7      | Turchia                 | 3   | 2       | 3      | 8      |
| 8      | Spagna                  | 2   | 3       | 4      | 9      |
| 8      | Germania                | 2   | 3       | 4      | 9      |
| 10     | Svizzera                | 2   | 3       | 1      | 6      |
| 11     | Finlandia               | 2   | 1       | 2      | 5      |
| 12     | Francia                 | 2   | 1       | 0      | 3      |
| 13     | Kenya                   | 1   | 1       | 1      | 3      |
| 14     | Rep. Ceca               | 1   | 1       | 0      | 2      |
| 14     | Irlanda                 | 1   | 1       | 0      | 2      |
| 14     | Norvegia                | 1   | 1       | 0      | 2      |
| 14     | Svezia                  | 1   | 1       | 0      | 2      |
| 18     | Ucraina                 | 1   | 0       | 2      | 3      |
| 19     | Corea del Sud           | 1   | 0       | 1      | 2      |
| 20     | Belgio                  | 1   | 0       | 0      | 1      |
| 20     | Israele                 | 1   | 0       | 0      | 1      |
| 20     | Lussemburgo             | 1   | 0       | 0      | 1      |
| 20     | Portogallo              | 1   | 0       | 0      | 1      |
| 20     | Slovenia                | 1   | 0       | 0      | 1      |
| 20     | Uzbekistan              | 1   | 0       | 0      | 1      |
| 26     | Stati Uniti             | 0   | 4       | 1      | 5      |
| 27     | Ungheria                | 0   | 3       | 3      | 6      |
| 28     | Gran Bretagna           | 0   | 3       | 2      | 5      |
| 28     | India                   | 0   | 3       | 2      | 5      |
| 30     | Croazia                 | 0   | 1       | 0      | 1      |
| 30     | Isole Vergini Americane | 0   | 1       | 0      | 1      |
| 30     | Lettonia                | 0   | 1       | 0      | 1      |
| 30     | Thailandia              | 0   | 1       | 0      | 1      |
| 30     | Taipei cinese           | 0   | 1       | 0      | 1      |
| 35     | Canada                  | 0   | 0       | 2      | 2      |
| 36     | Brasile                 | 0   | 0       | 1      | 1      |
| 36     | Colombia                | 0   | 0       | 1      | 1      |
| 36     | Cipro                   | 0   | 0       | 1      | 1      |
| 36     | Nuova Zelanda           | 0   | 0       | 1      | 1      |
| 36     | Slovacchia              | 0   | 0       | 1      | 1      |
| Totale | Totale                  | 51  | 51      | 51     | 153    |